# Pied-de-Borne
Pied-de-Borne község Franciaország déli részén, Lozère megyében. 2011-ben 217 lakosa volt. A megye legkeletibb fekvésű községe.

## Fekvése
Pied-de-Borne az Chassezac völgyében fekszik, az Altier és a Borne torkolatánál, 340 méteres (a községterület 276-960 méteres) tengerszint feletti magasságban, Villeforttól 8,5 km-re északkeletre, Lozère, Ardèche és Gard megyék határán.
Nyugatról Villefort, Pourcharesses és Prévenchères, keletről Montselgues és Sainte-Marguerite-Lafigère (Ardèche), délkeletről Malons-et-Elze (Gard), délről pedig Saint-André-Capcèze községekkel határos. A község (és egyben a megye) keleti határát a Borne és a Chassezac folyók, nyugati határának egy részét pedig az Altier és a Chassezac folyók alkotják.
A község területén két duzzasztógát és vízierőmű működik: a Pied-de-Borne-gát a Chassezacon és a Roujane-gát a Borne-on. Területének 20,5%-át (5,73 km²) erdő borítja.
A D51-es megyei út az Altier völgye és Villefort, a D151-es út pedig a Borne völgye és La Bastide-Puylaurent (20 km) felé teremt összeköttetést. Az Ardèche megyei D113-as út Les Vans felé (20 km) felé teremt összeköttetést.
A korábban önálló Les Balmelles (700 m), Planchamp (500 m) és Saint-Jean-Chazorne (620 m) falvakon kívül Les Aydons, La Pender, Souliol és Les Baumes is a községhez tartozik. Les Balmellesnek a község többi részével nincs közvetlen közúti összeköttetése.

## Története
Pied-de-Borne a történelmi Languedoc tartomány Uzèsi egyházmegyéjéhez tartozott. A 18. század vége óta ezüsttartalmú ólomércet bányásztak a környéken, a 19. század végén kis ércfeldolgozó-üzem is működött itt.
1964. november 1-jén alakult meg Planchamps, Les Balmelles és Saint-Jean-Chazorne községek egyesítésével. Az új községközpontot az 1955-ben épült Pied-de-Borne vízierőműnél, Planchamps közelében hozták létre.

### Demográfia
| Év   | Lakosság |
| ---- | -------- |
| 1793 | 248      |
| 1851 | 280      |
| 1876 | 280      |
| 1901 | 314      |
| 1936 | 185      |

| Év   | Lakosság |
| ---- | -------- |
| 1946 | 162      |
| 1954 | 130      |
| 1962 | 200      |
| 1968 | 344      |

| Év   | Lakosság |
| ---- | -------- |
| 1975 | 278      |
| 1982 | 246      |
| 1990 | 207      |
| 1999 | 197      |
| 2010 | 217      |

## Nevezetességei
- Sainte-Madeleine-templom - Planchamp település temploma eredetileg a 18. század közepén épült, 1905-ben építették újjá.
- Saint-Jean-Chazorne település Keresztelő Szent Jánosnak szentelt temploma a 12-13. században épült román stílusban, a 18. században átépítették.[5]
- A Beaumes-kápolna - a 13. században épült román stílusban.[6]
- A Madeleine-kápolna a 16. században épült.[7]
- Planchamp-kastély - a 18. század közepén épült, a 19. században neoreneszánsz stílusban átépítették.
- A község legrégebbi lakóháza Les Aydons-ban található és 1597-ben épült.[8]
- A község területén számos 16-19. századi tanya- és farmépület található.[9]
- La Madeleine-híd - 1888-ban épült.
- Útmenti keresztek La Chalmette-ben (1805) és Saint-Jean-Chazorne-ban (18. század).
- Gesztenyemúzeum

## Kapcsolódó szócikk
- Lozère megye községei